# 11050 Messiaën
11050 Messiaën eller 1990 TE7 är en asteroid i huvudbältet som upptäcktes den 13 oktober 1990 av de båda tyska astronomen Freimut Börngen och Lutz D. Schmadel vid Tautenburg-observatoriet. Den är uppkallad efter den franske tonsättaren Olivier Messiaen.
Asteroiden har en diameter på ungefär 6 kilometer och den tillhör asteroidgruppen Eos.